# Adenokarcinom
Adenokarcinom je tip tumorja, ki lahko nastane v različnih delih telesa. Opredeljen je kot neoplazma epitelijskega tkiva, ki izhaja iz žleze, poseduje lastnosti žlez ali oboje. Adenokarcinomi so del večje skupine rakavih obolenj in ni nujno, da se navedba "adenokarcinom" nahaja v imenu rakavega obolenja. Tako je na primer invazivni duktalni rak dojke, ki je najpogostejši rak dojke, adenokarcinom. Pri nekaterih drugih vrstah rakavih obolenj pa adenokarcinom prepoznamo iz samega imena. Tako na primer v zahodnem svetu narašča pojavnost adenokarcinoma gastroezofagealnega prehoda, to je vrste raka na požiralniku. Nekaj najpogostejših vrst raka je adenokarcinomov. Obstajajo različne vrste adenokarcinoma, ki se med seboj močno razlikujejo, tako da je težko posploševati njihove značilnosti. 
V najširšem smislu je žlezni izvor adenokarcinoma eksokrin. Endokrini žlezni tumorji, kot na primer inzulinom ali feokromocitom, po navadi niso opredeljeni kot adenokarcinomi, ampak kot nevroendokrini tumorji. Epitelijsko tkivo po navadi sestavlja površina kože, žlez in različnih drugih tkiv, ki povezujejo telesne votline in organe v telesu. Epitelijsko tkivo lahko embriološko izhaja iz ektoderma, endoderma ali mezoderma. Ni nujno, da so celice del žleze, da ustrezajo definiciji adenokarcinoma, potrebno pa je, da imajo sekretorne lastnosti. Adenokarcinom je maligna oblika žlezne novotvorbe, medtem ko je adenom benigna oblika takšnih tumorjev. Redko se lahko adenomi pretvorijo v adenokarcinome. 

## Histopatologija
Najpogostejši primeri adenokarcinoma:
- rak požiralnika: je najpogostejši adenokarcinom v razvitem svetu,[1]
- rak trebušne slinavke: več kot 80 % primerov raka pankreasa predstavlja duktalni adenokarcinom,[2]
- rak prostate: je skoraj vedno adenokarcinom,
- rak materiničnega vratu: 10–15% je adenokarcinomov, [3]
- rak na želodcu: je skoraj vedno adenokarcinom, v redkih primerih pa gre za limfom (MALT limfom),[4]
- rak dojke: večina raka dojke se začne v duktih ali lobulih in so adenokarcinomi,
- rak debelega črevesa in danke: ker ima črevesje številne žleze, je najpogostejša oblika raka kolona adenokarcinom,[5]
- rak pljuč: 40 % vseh primerov pljučnega raka je adenokarcinomov, ki imajo svoj izvor v perifernem pljučnem tkivu.[6]